# ベネトン・B196
ベネトン・B196 (Benetton B196) はベネトン・フォーミュラが1996年のF1世界選手権に投入したフォーミュラ1カー。デザイナーはロス・ブラウンとロリー・バーン

## 概要
前年度のチャンピオンマシンB195をベースに正常進化させたモデル。チーム初のダブルタイトルをもたらしたミハエル・シューマッハがフェラーリへ移籍し、シューマッハと入れ替わる形でジャン・アレジとゲルハルト・ベルガーを迎えた。デザイナーのバーンは「シューマッハ・スペシャル」的な尖ったマシンから、ドライバーフレンドリーな方向への修正を目指したが上手くいかず、アレジとベルガーはドライビング面で苦戦を強いられることになった。
レギュレーション改訂によりコクピット両脇にプロテクターの装着が義務化された。ベネトンは規格通りにプロテクターをデザインした結果、インダクションポッド周辺の気流が乱れ、エンジンの吸気効率が悪化してしまった。とりわけ、長身のベルガーはヘルメットの位置が高くなるので、コクピット内部を作り変えなければならなかった。
セミオートマチックトランスミッション（セミAT）は6速から7速に変更された。
結果的に、この年は1988年以来となるシーズン未勝利に終わる。両ドライバーは健闘を見せたものの、モナコGPではアレジが、ドイツGPではベルガーがそれぞれトップに立つもののマシントラブルによりノーポイントに追い込まれるなど、信頼性の面にも問題が見られた。

## スペック

### シャーシ
- シャーシ名 B196
- 材質 カーボンファイバーアルミハニカム・コンポジット
- タイヤ グッドイヤー
- トランスミッション 7速セミAT

### エンジン
- エンジン名 ルノーRS8/RS8B
- 気筒数・バンク角 V型10気筒・67度
- 燃料・潤滑油 エルフ

## 成績
| 年   | マシン | No. | ドライバー           | 1                  | 2            | 3                | 4            | 5              | 6          | 7            | 8          | 9            | 10           | 11         | 12             | 13           | 14           | 15             | 16       | ポイント | ランキング |
| ---- | ------ | --- | -------------------- | ------------------ | ------------ | ---------------- | ------------ | -------------- | ---------- | ------------ | ---------- | ------------ | ------------ | ---------- | -------------- | ------------ | ------------ | -------------- | -------- | -------- | ---------- |
| 1996 | B196   |     |                      | オーストラリアの旗 | ブラジルの旗 | アルゼンチンの旗 | 欧州連合の旗 | サンマリノの旗 | モナコの旗 | スペインの旗 | カナダの旗 | フランスの旗 | イギリスの旗 | ドイツの旗 | ハンガリーの旗 | ベルギーの旗 | イタリアの旗 | ポルトガルの旗 | 日本の旗 | 68       | 3位        |
| 1996 | B196   | 3   | ジャン・アレジ       | Ret                | 2            | 3                | Ret          | 6              | Ret        | 2            | 3          | 3            | Ret          | 2          | 3              | 4            | 2            | 4              | Ret      | 68       | 3位        |
| 1996 | B196   | 4   | ゲルハルト・ベルガー | 4                  | Ret          | Ret              | 9            | 3              | Ret        | Ret          | Ret        | 4            | 2            | 13         | Ret            | 6            | Ret          | 6              | 4        | 68       | 3位        |

- 太字はポールポジション、斜字はファステストラップ